# Christian Karl Theodor Weyland
Christian Karl Theodor Weyland (* 21. November 1789 in Lichtenberg; † 29. August 1853 in Bad Ems) war ein hessischer Richter und konservativer Politiker und Abgeordneter der 2. Kammer der Landstände des Großherzogtums Hessen.
Christian Karl Theodor Weyland war der Sohn des Oberrechnungsrates Johann Philipp Ludwig Weyland und dessen Ehefrau Friedrieka Katharina Luise, geborene Lorsch. Weyland, der evangelischen Glaubens war, heiratete 1819 in Weimar seine Cousine Henriette Rosalie geborene Weyland (1802–1856), die Tochter des Präsidenten des Landschaftskollegs Philipp Christian Weyland.
Weyland studierte ab 1808 Rechtswissenschaften an der Universität Gießen und wurde 1811 Hofgerichtsadvokat am Hofgericht Darmstadt. 1819 wurde er Justizamtmann in Lorsch und 1821 Landrichter am Landgericht Großgerau. 1830 wurde er Hofgerichtsrat in Darmstadt und 1835 Ober-Appellations- und Kassationsgerichtsrat am Oberappellationsgericht Darmstadt.
Von 1832 bis 1847 gehörte er der Zweiten Kammer der Landstände an. Er wurde zunächst für den Wahlbezirk Starkenburg 1/Heusenstamm und dann Starkenburg 12/Groß-Bieberau und zuletzt Starkenburg 8 Wald-Michelbach gewählt.